# Induction électromagnétique
Ne doit pas être confondu avec Induction électrique ou Induction magnétique.
Pour les articles homonymes, voir Induction.
 (avril 2012).
Si vous disposez d'ouvrages ou d'articles de référence ou si vous connaissez des sites web de qualité traitant du thème abordé ici, merci de compléter l'article en donnant les références utiles à sa vérifiabilité et en les liant à la section « Notes et références ».
L'induction électromagnétique est un phénomène physique conduisant à l'apparition d'une force électromotrice dans un conducteur électrique soumis à un flux de champ magnétique variable. Cette force électromotrice peut engendrer un courant électrique dans le conducteur.
Ce phénomène est d'une importance pratique capitale. Il est notamment utilisé dans les générateurs et les transformateurs électriques, les bobines, ou encore les plaques à induction grâce aux courants de Foucault.

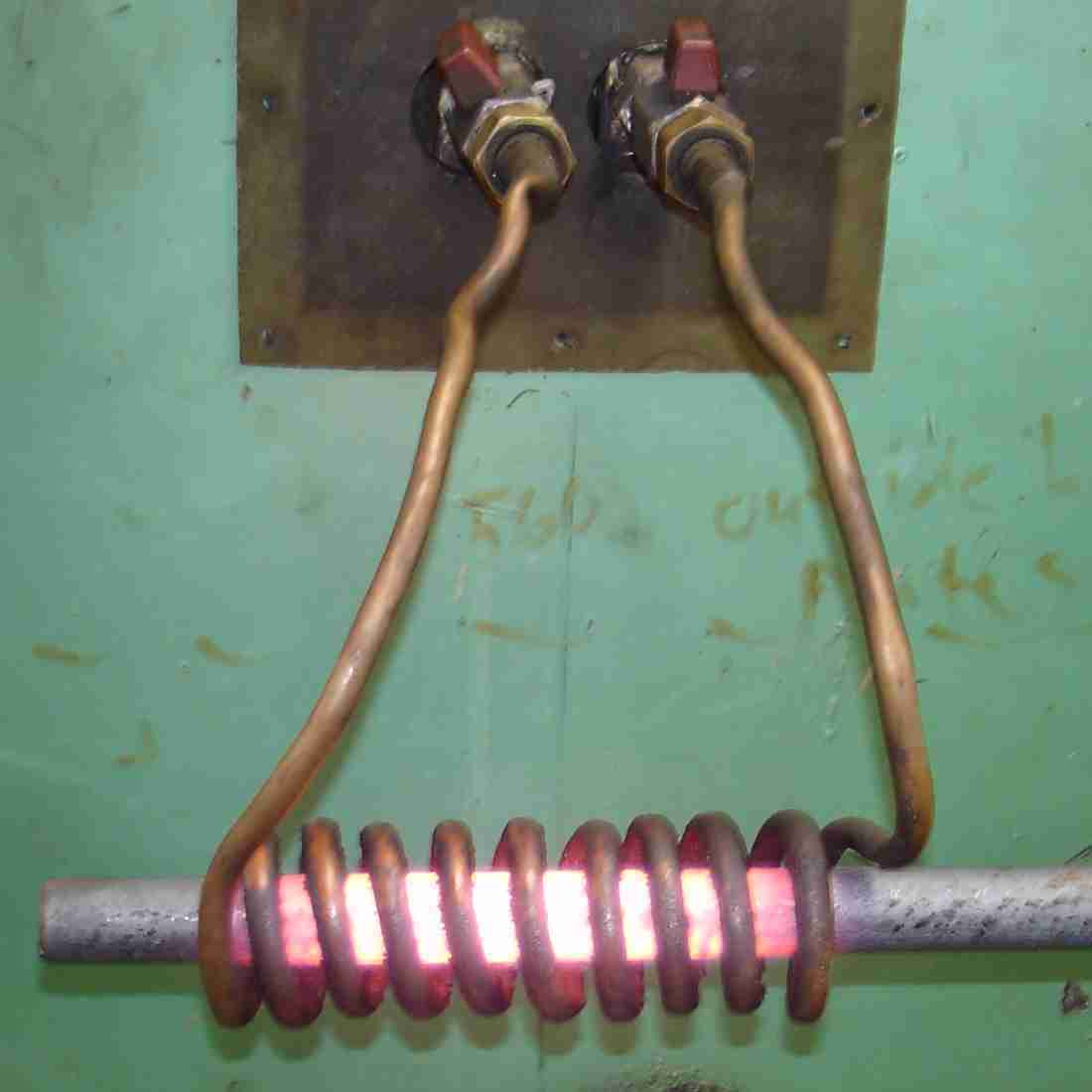
Chauffage par induction avec un solénoïde.

## Origine physique
Ce phénomène a pour origine la force de Lorentz {\displaystyle {\vec {F}}}, appliquée aux électrons libres dans le conducteur électrique :
{\displaystyle {\vec {F}}\ =\ q\,{\vec {E}}\ +\ q\,{\vec {v}}\wedge {\vec {B}}\,}
où :
{\displaystyle q\,} est la charge de la particule (exprimée en coulombs),
{\displaystyle {\vec {E}}\,} le champ électrique (volts par mètre),
{\displaystyle {\vec {v}}\,} la vitesse de la particule (mètres par seconde),
et {\displaystyle {\vec {B}}\,} le champ magnétique (teslas), aussi nommé induction.
Ces grandeurs sont toutes mesurées dans le même référentiel galiléen au point où se trouve la particule. La notion de référentiel est ici très importante car suivant le référentiel dans lequel on se place, il y a deux manières d'interpréter le même phénomène. Dans ces deux points de vue, cela se modélise par la loi de Lenz-Faraday, ou bien une des quatre équations de Maxwell.

## Compréhension du phénomène
On considère un conducteur électrique placé dans un champ magnétique. Suivant le référentiel de travail choisi, il est possible de mettre en évidence deux cas particuliers du phénomène d'induction :
- L'induction de Lorentz : on parle de l'induction de Lorentz lorsqu'on travaille dans un référentiel dans lequel le champ magnétique est stationnaire et que le conducteur électrique se déplace ou se déforme[1]. Dans ce référentiel, les électrons ont alors une vitesse, subissent une force qui correspond à la partie magnétique de la force de Lorentz ({\displaystyle {\vec {F}}=q\,{\vec {v}}\wedge {\vec {B}}}). Ce cas particulier est aussi appelé « induction motionnelle[2] ». Le phénomène est exploité dans les machines à courant continu. Pour un circuit filiforme,  la f.é.m. induite a pour expression[2] : {\displaystyle e=\textstyle \oint ({\vec {v}}\wedge {\vec {B}})\,\mathrm {d} {\vec {\ell }}}.

- L'induction de Neumann : dans le cas de l'induction de Neumann, le conducteur électrique est considéré rigide et fixe dans le référentiel de travail, et le champ magnétique y est variable dans le temps[1]. Dans ce référentiel, les électrons n'ont pas de vitesse, donc la contribution de la force de Lorentz est nulle. Cependant, on observe la variation du flux du champ magnétique. Le phénomène est exploité dans les alternateurs, les moteurs asynchrones ainsi que des transformateurs électriques.

## Lois de l'induction
Il existe deux formes, intégrale et locale, qui sont équivalentes.

### Loi locale
La loi d'Ohm s'écrit localement :
{\displaystyle {\vec {j}}=\sigma (-{\vec {\nabla }}V+{\vec {E}}_{em})}
où {\displaystyle \sigma } est la conductivité électrique du conducteur,
{\displaystyle {\vec {j}}} est la densité volumique du courant électrique.
En l'absence de générateur électrochimique (qui crée un gradient de potentiel {\displaystyle {\vec {\nabla }}V}), seuls les phénomènes d'induction peuvent expliquer la naissance de courant, via le champ électromoteur
{\displaystyle {\vec {E}}_{em}=-{\frac {\partial {\vec {A}}}{\partial t}}+{\vec {v}}\wedge {\vec {B}}}.

### Loi deFaraday
La forme intégrale, ou loi de Faraday, est la suivante : un circuit soumis à un flux magnétique variable {\displaystyle \Phi } (issu d'un champ magnétique variable B) subit une force électromotrice : {\displaystyle \varepsilon }(en volts) orientée selon une convention générateur telle que :
{\displaystyle \varepsilon =-{\frac {\mathrm {d} \Phi }{\mathrm {d} t}}}
où {\displaystyle \Phi } est le flux de B à travers le circuit.
Dans un schéma électrique, cette force électromotrice est toujours fléchée avec la convention générateur. Ainsi, lorsqu'on utilise la convention récepteur, la tension {\displaystyle u\,} aux bornes de ce circuit est égale à la somme des chutes de tension liées à l'intensité {\displaystyle i\,} qui le parcourt, retranchées de cette force électromotrice.
En régime de courant continu, on peut alors écrire ce qu'on appelle la loi d'Ohm généralisée :
{\displaystyle U=R\cdot I-\varepsilon }
où {\displaystyle R\,} est la résistance électrique du conducteur.

## Auto-induction
On parle d’auto-induction lorsque la source du champ magnétique à l'origine d'une force électromotrice dans un circuit est le courant électrique parcourant ce même circuit. Le champ magnétique établit une rétroaction des variations du courant dans le circuit sur elles-mêmes.
L'auto-induction est la propriété électromagnétique remarquable qu'a un conducteur parcouru par un courant électrique, de s'opposer aux variations de celui-ci.
En effet, un conducteur parcouru par un courant électrique engendre un champ magnétique (cf. loi de Biot et Savart). La loi de Lenz-Faraday décrit le phénomène suivant : lorsque le flux du champ magnétique qui traverse un circuit conducteur varie au cours du temps, il apparaît dans ce circuit une tension appelée force électromotrice. La force électromotrice (souvent abrégé f.e.m.) ainsi créée est orientée de façon à générer des courants s'opposant à la variation du flux :
{\displaystyle \varepsilon =-{\frac {d\phi }{dt}}}

Toute variation du courant produit une variation de ce champ induit, ce qui a pour effet de produire une tension qui s'oppose à la variation du champ donc qui s'oppose à la variation du courant :
{\displaystyle u=-L{\frac {di}{dt}}}

où {\displaystyle L\,} s'appelle le coefficient d'auto-inductance du circuit ou inductance propre du circuit. Il ne dépend que de la configuration géométrique du circuit, et est toujours strictement positif.

## Applications
On peut citer :
- les bobines, les transformateurs, les alternateurs ;
- les capteurs magnétiques de type fluxmètre ;
- les micros magnétiques ;
- les lampes à induction ;
- les plaques à induction et le freinage par induction dont le fonctionnement est dû aux courants de Foucault ;
- certains composants des téléphones à partir de 1970 à nos jours;
- la transmission d'énergie sans fil.

L'induction électromagnétique entre en jeu dans de nombreuses machines électriques.